# Renée Montoya
Renée María Montoya es un personaje ficticio que aparece en los cómics estadounidenses publicados por DC Comics. El personaje fue creado inicialmente para Batman: La Serie Animada, y se introdujo de manera preventiva en los cómics convencionales antes de la emisión de su debut animado en 1992. El personaje se ha desarrollado significativamente a lo largo de los años y fue creado por Paul Dini y Bruce Timm.
Renee Montoya es inicialmente una detective del Departamento de Policía de Gotham City, asignada a la Unidad de Delitos Mayores que entra en contacto frecuente con el vigilante enmascarado Batman. En el transcurso de su historia de cómics, es expuesta como lesbiana y renuncia a la fuerza policial, disgustada por su corrupción. Ella opera como la Pregunta (Question) desde un faro que comparte con Aristóteles Rodor en los Outer Banks de Carolina del Norte. En la continuidad actual, apareció por primera vez en Detective Comics # 41 (agosto de 2015), en la que se estableció como la nueva pareja de Harvey Bullock.
El personaje hizo su primer debut en acción en vivo en la primera temporada de Gotham interpretada por Victoria Cartagena. Cartagena volvió a retratar una versión diferente de Montoya en la tercera temporada de la serie de Arrowverso Batwoman. Hizo su debut cinematográfico en la película de Universo extendido de DC, Aves de Presa, interpretada por Rosie Perez.

## Biografía
Renee fue creada para Batman: la serie animada por Bruce Timm, Paul Dini y Mitch Brian, descrita en la biblia de la serie. Ella aparece por primera vez como una oficial uniformada asociada con Harvey Bullock. En la serie de seguimiento Las nuevas aventuras de Batman, Montoya ha sido ascendida de oficial de policía a detective. La serie de cómics Gotham Central describe a Montoya como la hija de inmigrantes de la República Dominicana.
Renee es un personaje recurrente en los cómics relacionados con Batman después de Batman # 475 (marzo de 1992). Después de que el Comisionado James Gordon la ascendiera a detective de homicidios, Renee se asoció con Harvey Bullock. Después de que Bullock es ascendido a teniente, Crispus Allen se convierte en el nuevo socio de Renee.
Gotham City es destruida por un terremoto en el cruce de Cataclysm. Pronto se cierra del resto de los Estados Unidos en el arco de la historia de No Man's Land. Montoya y Bullock son dos de los muchos oficiales de policía de Gotham que se quedan con James Gordon para mantener la paz entre las personas que quedan.
Renee es el foco de una tregua incómoda entre las fuerzas de Gordon y el jefe del crimen Dos Caras. Ella se acerca al personaje de Harvey Dent de Dos Caras para ayudar con los esfuerzos de ayuda y alivio, y él se enamora de ella. De hecho, la mantiene restringida en su cuartel general contra su voluntad. Ella se involucra cuando Two-Face lleva a James Gordon a juicio por presunta irregularidad. Renee persuade a Two-Face para que ofrezca un juicio más justo, dándole a Gordon un abogado defensor. El personaje de Harvey Dent de Two-Face asume este papel y, en última instancia, convence a Two-Face de permitir que todos sean libres.
Gotham City se vuelve a abrir más tarde gracias a los esfuerzos humanitarios encabezados por Lex Luthor. Renee, Gordon, Bullock y los oficiales sobrevivientes son reinstalados como oficiales de policía.
En "Officer Down", Renee es golpeada duramente por un intento de asesinato de Gordon, y cuando el asesino sale libre, va en busca de venganza. Sin embargo, Bullock la atrapa en el acto y la convence de que no apriete el gatillo, diciéndole que la venganza no vale su carrera.

### Gotham Central
Renee Montoya es uno de los personajes principales de Gotham Central, serie guionizada por Ed Brubaker y Greg Rucka, en donde se profundiza en los oficiales de la "Unidad de Grandes Crímenes del Departamento de Policía de Gotham City".
Ya desde la saga "Batman: Tierra de Nadie" (1999), el guionista Greg Rucka la venía uniendo sentimentalmente en una extraña relación con Harvey Dent. Luego en esta serie, Montoya protagoniza la que seguramente sea la historia más famosa de "Gotham Central: Media Vida", que comprende los números #6-#10 de Gotham Central. En ella tiene que enfrentarse a un enemigo anónimo que intenta arruinar su vida. Entonces se descubrirá que tal poderoso enemigo es Dos Caras y su plan tenía como objetivo atraerla confesándose profundamente enamorado. Dos Caras piensa que si destruye todo lo que tiene no le quedará más remedio que aceptarle como pareja, por ser lo único que le quede. Para arruinar su vida Dos Caras saca a Montoya del armario (es homosexual) mandando fotos en las que aparece besándose con una chica a su lugar de trabajo y a su familia. Además, consigue que la acusen injustamente de asesinato. Al final, se descubre que todo ha sido organizado por Dos Caras, por lo que Montoya es exculpada de asesinato, pero a partir de ese momento su orientación sexual queda al descubierto ante sus compañeros de trabajo y también ante sus padres, que la rechazan por su sexualidad.
En esta misma serie ella protagoniza los números finales, en donde tras el asesinato de su compañero el detective Cris Allen, se narra como Montoya termina renunciando al Departamento de Policía.

### 52
En 52 Montoya, habiendo abandonado el cuerpo de policía, se ha convertido en una mujer alcohólica y completamente hundida, por lo que ha sido abandonada por su novia.
The Question se pone en contacto con Montoya modificando la señal de Batman (de manera que en vez de un murciélago aparece una interrogación) e iluminando con esta señal la casa de Montoya, mientras pregunta: "¿Estás lista?". The Question contrata a Montoya para realizar una investigación. Al realizar esta investigación, Montoya recupera sus viejos instintos de detective, y acaba trabajando codo con codo con The Question para desbaratar los planes de Intergang, una organización mafiosa que ha construido una religión en torno a La Biblia del Crimen y que pretende instaurar un nuevo orden mundial basado en la delincuencia. Al volver a la acción y gracias a la positiva influencia de The Question, que se convierte en su mejor amigo, Montoya supera su alcoholismo.
Para investigar a Intergang Montoya recurre en un momento dado a la ayuda de una antigua novia: Kate Kane. Kate Kane, que es en realidad Batwoman, vigila a Montoya y a The Question, preocupada porque estos estén metidos en problemas. Cuando The Question y Montoya son acorralados por Susurro A´Daire y sus secuaces, es Batwoman quien les salva. Es entonces cuando Montoya descubre que su exnovia es Batwoman.
Durante el transcurso de su investigación The Question y Montoya descubren que Batwoman protagoniza una profecía de la religión del crimen: en esa profecía Batwoman es asesinada con un puñal. The Question y Montoya buscan entonces a Batwoman para advertirle de esta situación.

### La nueva Pregunta
Al final de 52, y en la saga 52, La biblia del crimen, y sobre todo en Crisis Final, The Question fallece a consecuencia de un cáncer, por lo que Montoya se convierte en la nueva The Question. Una vez que Montoya ha tomado posesión de su rol como The Question, Batwoman es secuestrada por Intergang, por lo que la nueva Question acude a rescatarla. Sin embargo, no puede evitar que Batwoman sea apuñalada, como aparecía en la profecía. Pero Batwoman se arranca el puñal del pecho para lanzárselo a Mannheim, el líder de Intergang, y matarlo. Al final Batwoman sobrevive milagrosamente a sus heridas y 52 termina con Montoya habiendo modificado la señal de Batman (de manera que aparece una interrogación en vez de un murciélago) e iluminando con esa señal la casa de Kate, mientras pregunta: "¿Estás lista?".

## Equipamiento
- Montoya usa una pistola de energía avanzada que encontró mientras peleaba con Intergang, así como su arma policial.
- Después de la muerte de Vic Sage, Montoya heredó su traje, máscara, sombrero fedora y gabardina, todos los cuales han sido tratados para reaccionar al gas binario creado por Aristóteles Rodor. Además, Rodor le dio a Montoya un champú que hace que su cabello cambie de color cuando se expone al gas. De acuerdo con la copia de seguridad de Question: Secret Origin en 52, esta sustancia se desarrolló utilizando tecnología extraída de un viejo enemigo de Batman llamado Bart Magan (Dr. No Face) y Gingold Extract, un derivado de fruta asociado con Elongated Man. La serie Question de Denny O'Neil presentó Pseudoderm como el intento de Rodor de construir una piel artificial con fines humanitarios.
- La máscara se adhiere a su cara y la deja en blanco sin rasgos distintivos cuando se expone al gas binario. El gas binario se expulsa de una hebilla de cinturón especial que lleva Montoya. El gas también hace que su traje, sombrero fedora y gabardina tratados químicamente cambien de color, típicamente a un azul oscuro.

## Apariciones en otros medios

### Televisión

#### Animación
- Renée Montoya aparece en Batman: The Animated Series, con la voz de Ingrid Oliu y más tarde Liane Schirmer.[7] A menudo sirve como un papel más abierto y tolerante para Harvey Bullock, más beligerante. Al igual que el comisionado Gordon, Montoya apoya abiertamente a Batman e incluso trabaja con él en el episodio "POV".
- Renée Montoya aparece en The New Batman Adventures, con la voz de Liane Schirmer.[7]

#### Acción en vivo
- Renee Montoya aparece en Gotham, interpretada por Victoria Cartagena. En esta continuidad, es una drogadicta en recuperación y la examante de la prometida del detective James Gordon, Barbara Kean. Ella trabaja en la Unidad de Delitos Mayores del Departamento de Policía de Gotham City, donde su compañero es Crispus Allen. Al enterarse de que Don Carmine Falcone ordenó al detective Jim Gordon que matara a Oswald Cobblepot, ella se obsesiona con tenerlo condenado, y al hacerlo, potencialmente recuperando a Barbara. Ella y Allen encuentran con éxito un testigo en el muelle de Gotham que vio el tiroteo, y rápidamente emiten una orden de arresto de Gordon en el departamento de Barbara. Sin embargo, su caso se arruina cuando Cobblepot aparece, vivo, en la sede de GCPD. Más tarde salva a Gordon durante un tiroteo con Victor Zsasz, y promete ayudarlo a enfrentarse a la mafia. Sin embargo, se revela que después de que la prometida de Gordon lo dejó, ella regresó a Renee para comenzar una nueva relación sexual lésbica.[8][9] Ella y Crispus Allen no regresaron para ninguna de las siguientes temporadas del programa.[10]
- Cartagena repitió su papel como una versión diferente de Montoya en la temporada 3 de Batwoman.[11] Esta versión es un exmiembro del GCPD que se fue debido a la corrupción en algunos de sus miembros. Se la ve por primera vez al investigar las acciones cometidas por el segundo Sombrerero Loco. Renee luego habla con el alcalde Hartley y le dice que el Sombrerero Loco no es el que luchó contra Batman y que la escuche antes de que Ciudad Gótica se convierta nuevamente en la "versión de Jim Gordon". Más tarde conoce a Batwoman y expresa su conocimiento de que ella es Ryan Wilder debido a un trato que Alice hizo con ella. Batwoman tuvo que cumplir con la oferta de Renee que involucraba a Alice como consultora de liberación de trabajo en los artículos robados del villano de Batman. Los episodios posteriores revelan que esta encarnación tiene un pasado romántico secreto con Hiedra Venenosa.

### Cine

#### Animación
- Renee Montoya aparece en Batman & Mr. Freeze: SubZero, con la voz de Liane Schirmer.[7]
- Renee Montoya aparece en Batman: Bad Blood, con la voz de Vanessa Marshall.[7] En la película, conoce a Katie / Batwoman en un bar donde parece que se llevan bien. Katie le da a Renee su información de contacto con la esperanza de verla de nuevo. Más tarde aparece al final de la película donde se une a Katie y a su padre para el desayuno.

#### Acción en vivo
- El personaje de Anna Ramirez interpretada por Monique Curnen en la película de 2008 The Dark Knight está parcialmente inspirado en Renee Montoya. Ramírez también aparece en Batman: Gotham Knight como miembro de GCPD y socio de Crispus Allen (Gotham Knights) y más tarde Wuertz (The Dark Knight). Parece ser un miembro fiel de la GCPD y aliada de Jim Gordon hasta que Sal Maroni la presenta como uno de sus topos en la GCPD a Harvey Dent. Dent obliga a Ramírez a enviar a la familia de Gordon al lugar de la muerte de Rachel Dawes antes de lanzar su moneda por su destino. Aunque aterriza en el lado sin cicatrices, Dent la golpea físicamente en la cabeza con su arma. Más tarde, Gordon declaró que Harvey mató a cinco personas, incluidos dos policías, lo que sugiere que el ataque de Dos-Caras contra Ramírez pudo haber sido fatal. Como ella no apareció en The Dark Knight Rises, es probable que fuera dada de alta del GCPD, suponiendo que sobrevivió.
- Rosie Pérez interpreta a Montoya en la película Aves de Presa, basada en el equipo femenino de superhéroes del mismo nombre.[12] Se la presenta como fanática de las películas de policías de los ochenta que a menudo las cita en su propio trabajo policial, pero a pesar de ser una experta investigadora por derecho propio, la carrera de Montoya se ha estancado desde que su excompañero y actual capitán se atribuyeron el crédito por resolver un caso pasado. En el transcurso de la película, es suspendida por su obsesión con el señor del crimen Roman Sionis ya que no puede proporcionar ninguna evidencia de sus actividades criminales, lo que la lleva a unirse a los otros personajes mientras intenta localizar a la carterista huérfana Cassandra Cain después de la niña inadvertidamente roba un diamante vital del asociado de Sionis, Victor Zsasz. Después de ayudar a Harley Quinn, Helena Bertinelli y Dinah Lance a luchar contra los hombres de Sionis, Montoya renuncia oficialmente a la fuerza para unirse a Dinah y Helena en el nuevo equipo de lucha contra el crimen 'Birds of Prey', financiado con dinero de las cuentas bancarias de la antigua Familia del crimen de Bertinelli.

### Serie web
Renee Montoya aparece en Gotham Girls, con la voz de Adrienne Barbeau.

### Videojuegos
- Renee Montoya aparece en una breve escena en Batman: Dark Tomorrow, con la voz de Erin Quinn Purcell.[7]
- Renee Montoya cuando la Pregunta aparece en DC Universe Online.
- Se hace referencia a Renee Montoya en Batman: Arkham Knight. En la sede del Departamento de Policía de Gotham City, hay una junta que enumera los turnos de los detectives, incluido Montoya.
- Renee Montoya aparece en Batman: The Telltale Series, con la voz de Krizia Bajos.[7] Ella es sargento en el Departamento de Policía de Gotham City. Montoya regresa en la secuela del juego, Batman: The Enemy Within, con la voz de Sumalee Montano.[7] Ha sido ascendida a detective y se encuentra entre los oficiales de policía que arrestan a los secuaces de Riddler.
- Renee Montoya aparece como NPC en Lego DC Super-Villains, con Vanessa Marshall repitiendo su papel.

### Radio
Renee Montoya aparece en la adaptación de 1994 de la BBC Radio de la historia de 1993 "Knightfall", con la voz de Lorelei King.